# Sidi Ali Boussidi
Sidi Ali Boussidi (în arabă سيدي على بوسيدى) este o comună din provincia Sidi Bel Abbès, Algeria.
Populația comunei este de 9.715 locuitori (2008).